# Karl Karmarsch
Karl Karmarsch (født 17. oktober 1803 i Wien, død 24. marts 1879 i Hannover) var en tysk
teknolog.
Karmarsch, der var udgået fra det polytekniske institut i Wien, kaldtes 1830 til Hannover for at indrette og lede den polytekniske skole der og blev 1834 medlem af direktionen for Gewerbeverein i Hannover, hvis "Mittheilungen" efter 1857 redigeredes af ham. I 1875 nedlagde han sit embede. Et foran den tekniske skole for ham oprettet monument afsløredes 1883. Foruden mangfoldige artikler i fagskrifter skrev Karmarsch Einleitung in die mechanische Lehren der Technologie (2 bind, 1825), Handbuch der mechanischen Technologie (2 bind, 1837—41, bearbejdet på dansk af Julius Wilkens 1852, 6. udgave bearbejdet af Hermann Fischer og Ernst Müller 1887—90). Sammen med Friedrich Heeren udgav Karmarsch den udmærkede Technisches Wörterbuch (3 bind, 1841—44, 3. udgave, bearbejdet af Friedrich Kick og Wilhelm Friedrich Gintl, 11 bind, 1874—92); endvidere har Karmarsch udgivet Beitrag zur Technik des Münzwesens (1856); Geschichte der Technologie (1872), og værdifulde arbejder findes af ham i "Deutsche Vierteljahrsschrift", "Dinglers Polytechnisches Journal" og "Polytechnische Mittheilungen", som han udgav sammen med Wilhelm Ludwig Volz (3 bind, 1844—46).